# Resolutie 420 Veiligheidsraad Verenigde Naties
Resolutie 420 van de Veiligheidsraad van de Verenigde Naties werd op 30 november 1977 door twaalf leden van de VN-Veiligheidsraad tegen nul aangenomen. Benin, China en Libië namen niet deel aan de stemming. De resolutie verlengde de UNDOF-waarnemingsmacht in de Golanhoogten met een half jaar.

## Achtergrond
Na de Jom Kipoeroorlog waren Israël en Syrië in twee akkoorden overeengekomen de wapens neer te leggen. De Verenigde Naties stuurden een waarnemingsmacht om op de uitvoering ervan toe te zien. Tijdens de oorlog bezette Israël de Golanhoogten, die het in 1981 annexeerde.

## Inhoud
De Veiligheidsraad:
- Heeft het rapport van secretaris-generaal Kurt Waldheim over de VN-Waarnemingsmacht overwogen.
- Merkte de inspanningen om tot duurzame vrede in het Midden-Oosten te komen en de nood om deze voort te zetten op.
- Is bezorgd over de spanningen in de regio.
- Beslist:
a. De betrokkenen op te roepen onmiddellijk resolutie 338 (1973) uit te voeren.
b. Het mandaat van de VN-Waarnemingsmacht met zes maanden te verlengen, tot 31 mei 1978.
c. De secretaris-generaal te vragen tegen dan te rapporteren over de ontwikkelingen en de genomen maatregelen om resolutie 338 uit te voeren.

## Verwante resoluties
- Resolutie 408 Veiligheidsraad Verenigde Naties
- Resolutie 416 Veiligheidsraad Verenigde Naties
- Resolutie 425 Veiligheidsraad Verenigde Naties
- Resolutie 426 Veiligheidsraad Verenigde Naties

Lijst ·  403 ·  404 ·  405 ·  406 ·  407 ·  408 ·  409 ·  410 ·  411 ·  412 ·  413 ·  414 ·  415 ·  416 ·  417 ·  418 ·  419 ·  420 ·  421 ·  422